# Dryopithecini
Dryopithecini es una tribu extinta de simios, mayormente euroasiáticos que se cree que estaban estrechamente relacionados con el antepasado común de gorilas, chimpancés y humanos. Los miembros de esta tribu son conocidos como driopitecinos. Anteriormente se clasificaban como una familia aparte, Dryopithecidae.

## Taxonomía
- Tribu Dryopithecini†
  - Kenyapithecus
    - Kenyapithecus wickeri

  - Danuvius
    - Danuvius guggenmosi

  - Ouranopithecus
    - Ouranopithecus macedoniensis
    - Ouranopithecus turkae

  - Otavipithecus
    - Otavipithecus namibiensis

  - Oreopithecus
    - Oreopithecus bambolii

  - Anoiapithecus
    - Anoiapithecus brevirostris

  - Dryopithecus
    - Dryopithecus wuduensis
    - Dryopithecus fontani
    - Dryopithecus crusafonti
    - Dryopithecus brancoi

  - Hispanopithecus
    - Hispanopithecus laietanus
    - Hispanopithecus crusafonti

  - Griphopithecus
    - Griphopithecus africanus
    - Griphopithecus alpani
    - Griphopithecus darwini

  - Neopithecus
    - Neopithecus brancoi

  - Pierolapithecus
    - Pierolapithecus catalaunicus

  - Rudapithecus
    - Rudapithecus hungaricus

  - Samburupithecus
    - Samburupithecus kiptalami

  - Udabnopithecus
    - Udabnopithecus garedziensis